# Kevin Constantine
Kevin Constantine (International Falls, 1958. december 27. –) amerikai jégkorongozó, jégkorongedző, a Fehérvár AV19 korábbi vezetőedzője. 2022-tól 2023-ig a magyar férfi jégkorong-válogatott szövetségi kapitánya.

## Pályafutása

### Játékosként
Constantine 1977 és 1980 között harmincnégy mérkőzésen védte az RPI Engineers csapatának hálóját az amerikai egyetemi bajnokságban.

### Edzőként
Constantine első vezetőedzői megbízatását 1985-ben kapta meg, amikor a United States Hockey Leagueben szereplő North Iowa Huskies csapatának élére nevezték ki. 1988 és 1991 között az IHL-ben szereplő Kalamazoo Wings segédedzője volt, valamint ezzel párhuzamosan az amerikai ifjúsági-válogatott mellett is dolgozott; segédedzőként három ifjúsági-világbajnokságra is elkísérte a válogatottat. 1991 és 1993 között a szintén az IHL-ben szereplő Kansas City Blades edzője volt. 1993-ban az NHL-ben szereplő San Jose Sharks vezetőedzője lett, és rögtön első idényében felállított egy NHL-rekordot; csapata az 1993-1994-es szezonban 58 ponttal szerzett többet mint az azt megelőző idényben, amit azóta sem sikerült beállítania egy edzőnek sem. A csapattól 1996-ban menesztették, az 1996-1997-es idényben a Calgary Flames másodedzője volt. 1997 és 2000 között a Pittsburgh Penguins vezetőedzője. A 2001-2002-es idény második felében a New Jersey Devilst irányította. NHL-es karrierje után a WHL-ben szerepelt Everett Silvertips és az AHL-ben szereplő Houston Aeros csapatait is irányította. 2010-ben Európában vállalt munkát, ahol előbb a francia Ducs d'Angers, majd a svájci ligában szereplő HC Ambrì-Piotta vezetőedzője lett. 2013-ban korábbi csapatánál, az Everett Silvertipsnél dolgozott, majd megfordult Dél-Koreában és Lengyelországban is. 2021-től 2023-ig az osztrák jégkorongligában szereplő Fehérvár AV19 vezetőedzője volt. Irányításával a csapat 2022-ben második lett az ICEHL-ben. 2022-től 2023-ig a magyar férfi jégkorong-válogatott szövetségi kapitánya is volt. 2023 júliusában mindkét, még élő magyarországi szerződését felmondta.